# Microsoft Lumia 950 XL
Microsoft Lumia 950 XL (кодовое название "Cityman", отсылка к старому Nokia Cityman) - смартфон, разработанный Microsoft, официально представленный 6 октября 2015 года и выпущен 20 ноября 2015 года вместе с более компактным Lumia 950. Lumia 950 XL является преемником Nokia Lumia 1520 и одним из первых телефонов под управлением Windows 10 Mobile. Телефон ориентирован в первую очередь на пользователей, желающих приобрести флагманское устройство, в отличие от предыдущей стратегии Microsoft, нацеленной на развивающиеся рынки с низкокачественным оборудованием.

## Аппаратное обеспечение
Lumia 950 XL имеет поликарбонатный корпус со съемной задней крышкой, обеспечивающей доступ к аккумулятору, а также слотам для SIM-карты и microSD. Телефон доступен в двух цветах, черном и белом, хотя сторонние сменные корпуса доступны в различных цветах и материалах..

### Внутреннее устройство
В Lumia 950 XL используется Qualcomm Snapdragon 810. MSM8994 SoC, который объединяет четыре 2 ГГц Cortex-A57 и четыре 1.5 ГГц Cortex-A53 ядра в архитектуре big.LITTLE, позволяя более интенсивным вычислительным нагрузкам выполняться на более быстрых "big" ядрах, в то время как потоки с меньшим приоритетом выполняются на более медленных "LITTLE" ядрах. SoC также включает Adreno 430 GPU и охлаждается тепловой трубкой, которая отводит тепло внутрь телефона..
Телефон оснащен 3 ГБ оперативной памяти LPDDR4. оперативной памяти и 32 ГБ встроенной памяти, которая может быть расширена картами microSD объемом до 256 ГБ.

### Дисплей
Lumia 950 XL оснащен 5,7 ″ (140 мм) AMOLED дисплей с разрешением 2560x1440 (WQHD) и соотношением сторон 16:9. Плотность пикселей составляет 518 ppi. Дисплей защищен стеклом Gorilla Glass 4 и оснащен технологией ClearBlack для улучшения видимости при солнечном свете, а также функцией двойного нажатия для пробуждения,, но в отличие от предыдущих флагманов Lumia он не поддерживает некоторые функции, такие как режим работы в перчатках. .

### Камера

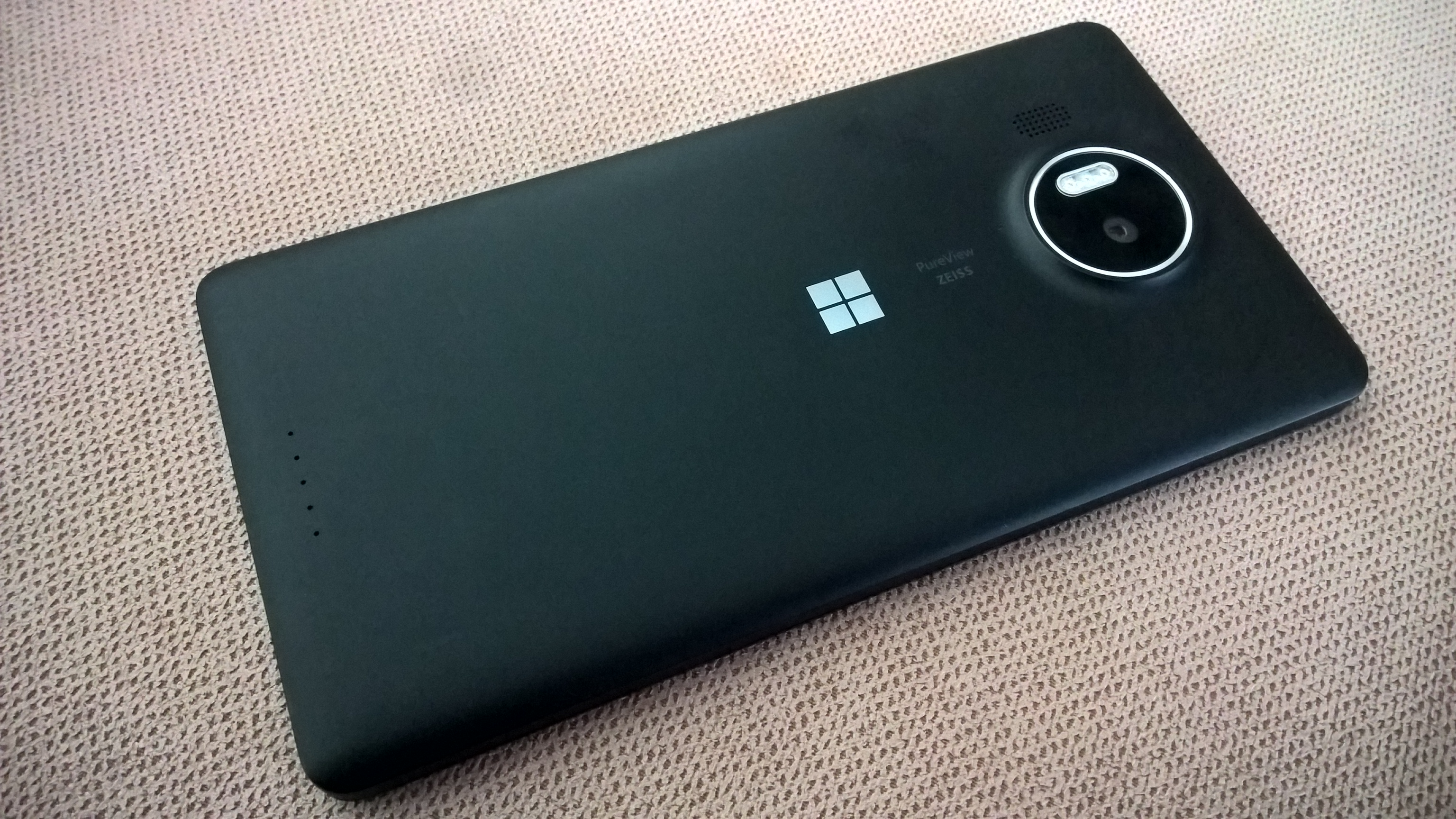
Задняя часть Lumia 950 XL

Lumia 950 XL оснащена 20 MP PureView-камерой на задней панели, содержащей 1/2.4 дюймовый BSI сенсор с 1.12 мкм пикселями и автофокус с фазовой детекцией, 6-элементный Carl Zeiss объектив с диафрагмой f/1.9  и 5-м поколением оптической стабилизации изображения, а также тройной RGB светодиод, который может подстраиваться под цвет окружающего освещения. Максимальное разрешение снимков составляет 4992x3744 пикселей (18. 7 МП) при соотношении сторон 4:3 и 5344x3008 пикселей (16,1 МП) при соотношении сторон 16:9. Камера также может снимать 8 MP изображения, полного разрешения DNG, что дает больше возможностей для постобработки. Камера поддерживает съемку видео с разрешением до 4K (3840x2160), а также замедленное видео со скоростью 120 кадров в секунду, хотя и в уменьшенном разрешении 720p.
Фронтальная камера имеет 5 Мп сенсор и широкоугольный объектив f/2.4, поддерживающий съемку видео с разрешением до 1080p. Камера также поддерживает Windows Hello через распознавание радужной оболочки глаза с помощью инфракрасного светодиода..

### Связь
Lumia 950 XL поддерживает технологию 4G LTE с максимальной скоростью передачи данных 300 Мбит/с (150 Мбит/с для версии с двумя SIM-картами). Другие беспроводные возможности подключения включают двухдиапазонный Wi-Fi 802.11a/b/g/n/ac, NFC, Bluetooth 4.1, и беспроводное проецирование изображения на экран через Miracast. Физические разъемы включают 3,5 мм аудиоразъем, а также USB-C для зарядки и передачи данных. Последний поддерживает USB OTG, позволяя использовать периферийные устройства, такие как мыши, флеш-накопители или внешние микрофоны, и быструю зарядку через USB-C. .

### Прочее
Lumia 950 XL поддерживает беспроводную индуктивную зарядку по стандарту Qi. Версия AT&T также поддерживает стандарт PMA..
При добавлении Microsoft Display Dock или подключении к приемнику Miracast, Lumia 950 XL совместима с Windows Continuum, технологией, которая позволяет пользователям подключать свои устройства к внешнему монитору для работы в режиме, похожем на рабочий стол..

## Программное обеспечение
Lumia 950 XL изначально выпускался с Windows 10 Mobile версии 1511. Microsoft выпустила Windows 10 Mobile Version 1607 (Anniversary Update) в августе 2016 года, Версия 1703 (Creators Update) в апреле 2017 года и версию 1709 (Fall Creators Update) в октябре 2017 года. Телефон получал обновления программного обеспечения до 14 января 2020 года..
Сторонним разработчикам удалось перенести Windows 10 ARM на Lumia 950 XL, что позволило запустить на телефоне полноценную настольную версию Windows. Linux и Android также были портированы, но не все аппаратные функции работают в этих альтернативных операционных системах.

## Известные проблемы
Телефон имеет проблемы с сетью LTE компании AT&T, когда пользователи не вставляют SIM-карту перед процедурой настройки телефона, Cortana может вызывать эхо во время голосовых вызовов,, а также сообщается о проблемах с Wi-Fi. После обновления прошивки известная причина перезагрузок была связана с плохим или изношенным аккумулятором.

## Прием
Lumia 950 XL был принят в целом хорошо, большинство рецензентов высоко оценили его технические характеристики и качество камеры, но сочли дизайн менее "премиальным", чем у конкурирующих флагманов, а экосистему приложений менее полной, чем Android или iOS.
GSMArena дал Lumia 950 XL очень благоприятный отзыв, похвалив технические характеристики, дисплей и камеру, а также высоко оценив унификацию пользовательского интерфейса и магазинов приложений Microsoft в Windows 10 на мобильных и настольных устройствах. Поликарбонатный дизайн, по мнению автора обзора, несколько неуместен, учитывая цену, и он сказал, что телефон "работает как флагманский чемпион, стоит как флагманский чемпион, но не выглядит соответствующим образом"..
Том Уоррен из The Verge весьма критически отозвался о дизайне, назвав его "невдохновенным, пластмассовым" и заявив, что он "выглядит как устройство для разработчиков". Эстетика ОС Windows 10 Mobile также подверглась критике, хотя универсальные приложения и Continuum были признаны перспективными. Работа камеры была признана хорошей, с небольшими недостатками, такими как скорость автофокуса и надежность обработки изображений..
Драган Петрич из Notebook Review раскритиковал эргономику, заявив, что телефон "неудобно держать" из-за острых краев, и посчитал, что дизайн не подходит для флагманского устройства. Дисплей был высоко оценен, единственной жалобой стала точность цветопередачи, а камера телефона была названа "выдающейся при любом освещении". В обзоре также подчеркивался потенциал Continuum и Windows Hello, сравнивая со сканерами отпечатков пальцев..
Ханна Фрэнсис из The Sydney Morning Herald назвала Lumia 950 XL "другим, но не в хорошем смысле", похвалив Microsoft за такие функции, как Continuum, но раскритиковав исполнение. Цена и выбор приложений также были названы основными недостатками..
Expert Reviews поставили Lumia 950 XL оценку 3/5, при этом рецензент Кэтрин Бирн сочла производительность разочаровывающей, несмотря на высокие технические характеристики. Браузер Edge был отмечен как очень хорошо работающий, также рецензент похвалила дисплей и камеру, описав снимки, сделанные телефоном, как "поразительный уровень детализации"..

## Внешние ссылки
- Спецификации Microsoft Lumia 950 XL
- Спецификации Microsoft Lumia 950 XL Dual SIM